# Tribalus corylophioides
Tribalus corylophioides är en skalbaggsart som beskrevs av Lewis 1891. Tribalus corylophioides ingår i släktet Tribalus och familjen stumpbaggar. Inga underarter finns listade i Catalogue of Life.